# DWDM
DWDM (ang. Dense Wavelength Division Multiplexing) – gęste zwielokrotnienie falowe, technika multipleksacji wielu sygnałów optycznych w jednym łączu światłowodowym z przydzieleniem każdemu sygnałowi innej długości fali świetlnej (częstotliwości). Technika zwielokrotnienia falowego DWDM jest szczególnym przypadkiem bardziej ogólnej techniki transmisji WDM. Inne spotykane rodzaje zwielokrotnienia falowego WDM to CWDM i WWDM. Celem stosowania technologii DWDM jest przede wszystkim zwiększenie pojemności informacyjnej łącza optycznego, gdyż pozwala na przesłanie wielu kanałów informacyjnych w jednym włóknie optycznym.
Przesłanie na dużą odległość (obecnie działają transparentne łącza DWDM o długościach transpacyficznych i transatlantyckich) kilkudziesięciu blisko rozmieszczonych długości fali jest dużym wyzwaniem technicznym, wymagającym uważnego projektu optycznego. Wynika to z faktu, że transmisja DWDM nawet w przypadku przesyłania sygnału cyfrowego jest transmisją analogową i projekt optyczny łącza DWDM musi brać pod uwagę dużą ilość efektów degradujących jakość sygnału.

## Standardy
Najważniejsze rekomendacje ITU-T definiujące technikę zwielokrotnienia falowego DWDM to G.694.1 (Spectral grids for WDM applications: DWDM wavelength grid), G.692 (Optical interfaces for multichannel systems with optical amplifiers), G.698.1 (Multichannel DWDM applications with single-channel optical interfaces) oraz G.698.2 (Amplified multichannel dense wavelength division multiplexing applications with single channel optical interfaces). Rekomendacja G.694.1 definiuje alternatywne siatki kanałów DWDM, o odstępie międzykanałowym 12.5 GHz, 25 GHz, 50 GHz, 100 GHz (i kolejne większe odstępy). Centralne długości fal są wyznaczane względem częstotliwości kotwiczącej 193.1 THz. Oprócz ustalonych siatek kanałów, najnowsza (opublikowana 02/2012) wersja rekomendacji G.694.1 wprowadza pojęcie siatki elastycznej (flex grid), gdzie szerokość każdego z kanałów optycznych może być dowolną wielokrotnością 12.5 GHz (węzły ROADM posiadające funkcjonalność konfigurowania szerokości pasm przenoszenia filtrów określane są mianem gridless). Siatka elastyczna została wprowadzana z myślą o efektywności spektralnej systemów, w których sygnały o wąskim spektrum (np. 10G), są transmitowane obok sygnałów o szerokim spektrum (np. 100G). W praktyce, najczęściej obecnie są stosowane siatki 50 GHz i 100 GHz.
Aczkolwiek nie ma fundamentalnych przyczyn, dla których transmisja DWDM nie mogłaby odbywać się w dowolnym oknie telekomunikacyjnym, w praktyce wykorzystywane jest okno C (zakres 1530-1565 nm). Wynika to z dostępności wzmacniaczy optycznych EDFA, pracujących w tym zakresie oraz z faktu, że tłumienie szklanego włókna światłowodowego jest najniższe w okolicach okna C. Spotykane są również systemy DWDM dla pasma L, jednak są znacznie rzadziej wykorzystywane. Liczba dostępnych w oknie C kanałów zależy od stosowanej siatki (odstępu międzykanałowego). Dostępne obecnie komercyjnie systemy oferują pojemność nawet 96 kanałów, przy stosowaniu siatki 50 GHz.

## Problemy techniczne
Mechanizmy degradujące jakość sygnału optycznego w łączu DWDM zwykle dzieli się na liniowe i nieliniowe. Wśród efektów liniowych najważniejsze są szumy: szum optyczny ASE (produkowany przez wszystkie wzmacniacze optyczne i degradujący optyczny stosunek sygnał/szum OSNR) i szum termiczny oraz zniekształcenia (w tym dyspersja chromatyczna, dyspersja polaryzacyjna i efekty filtrowania). Efekty nieliniowe spowodowane są faktem, że sygnał o dużej gęstości mocy modyfikuje własności medium transmisyjnego (w praktyce głównie współczynnik załamania światła), co następnie wpływa na ewolucję samego sygnału optycznego. Siła efektów nieliniowych zależy od poziomów mocy indywidualnych kanałów, od długości łącza i od mocy całkowitej oraz (w większości przypadków) od ilości dyspersji chromatycznej. Najistotniejsze efekty nieliniowe w łączu DWM to mieszanie czterofalowe FWM, automodulacja fazy SPM, skrośna modulacja fazy XPM oraz wymuszone rozpraszanie Ramana SRS. Ze względu na nasilenie zjawisk nieliniowych, niektóre typy włókien nie nadają się do transmisji DWDM, przede wszystkim włókno G.653 (o nominalnie zerowej dyspersji chromatycznej w oknie C).
Ze względu na dużą ilość mechanizmów degradujących, jakość sygnału optycznego na wyjściu łącza DWDM może być zbyt niska. W przypadku sygnałów cyfrowych, naturalną metryką jakości jest stopa błędu BER. Zwykle mianem „jakości operatorskiej” określa się sygnał o BER co najwyżej 1e-12, tymczasem często sygnał wyjściowy z sieci DWDM ma natywny BER kilka rzędów wyższy. Aby na wyjściu z sieci DWDM uzyskać wymaganą jakość sygnału, powszechnie stosuje się nadmiarowe kodowanie korekcyjne FEC, pozwalające na korekcję błędów transmisji w odbiorniku/dekoderze. Wsparcie kodowania FEC i multipleksacji optycznej to podstawowe przyczyny, dla których gros sieci DWDM jest obecnie budowana w technologii OTN, do tego stopnia, że obecnie sieć DWDM i sieć OTN stają się pojęciami synonimicznymi. Alternatywą dla sieci DWDM OTN staje się podejście IPoDWDM, polegające na integracji funkcjonalności OTN w urządzeniach sieciowych warstwy L2/L3. Pionierami podejścia IPoDWDM są m.in. Cisco, Juniper i Menara Networks.